# Pizzighettone
Pizzighettone ist eine Gemeinde mit 6235 Einwohnern (Stand 31. Dezember 2023) in der Provinz Cremona in der italienischen Region Lombardei.

## Lage

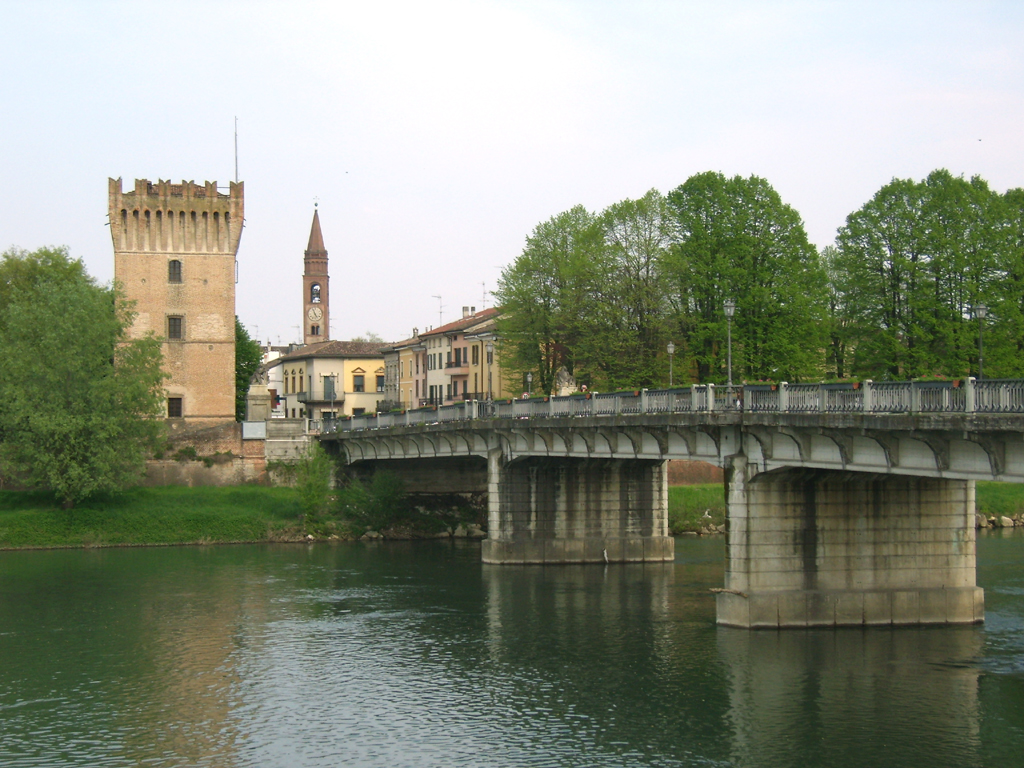
Brücke über die Adda

Der Ort liegt an der Adda inmitten der Po-Ebene. Nach Cremona im Südosten sind es circa 25 km. Zu den Autobahnen A 1 im Südwesten sind es 15 km und zur A 21 im Süden etwa 20 km.

## Ortsteile
Im Gemeindegebiet liegen neben dem Hauptort die Fraktionen Ferie, Regona und Roggione, sowie die Wohnplätze Cascina Crocetta, Cascina Sant’Eusebio Inferiore, Cascina Valentino und Cascina Vallate Ponte.

## Denkwürdigkeiten

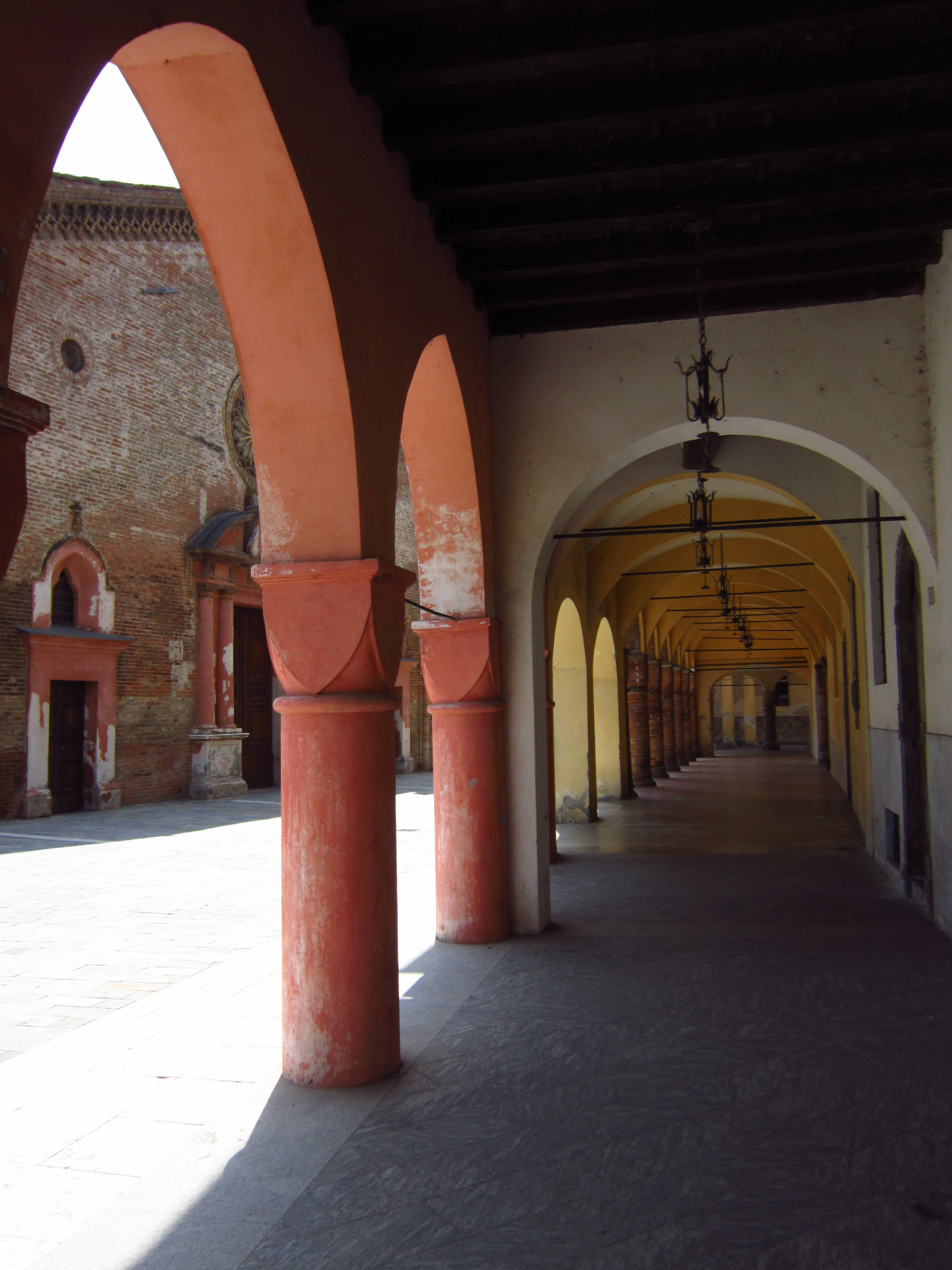
Pfarrkirche San Bassiano

- Pfarrkirche Hl. Bassiano von Lodi – dreischiffige Basilika aus XII. Jahrhundert, umgebaut in XVI. Jh., Renaissance-Fresko von Kalvarienberg, Fragmente von gotischen Marienaltar mit Relief Nativität Jesu (Antependium);
- Palazzo communale – Rathaus, XV. Jh.
- Hll. Rochus und Sebastian Kirche – XV. Jh.
- Der Festung mit Fortifiklationen aus 12. Jh., im 16. bis 18. Jahrhundert erweitert, 1866–1952 Regionalgefängnis, jetzt Museum
- Das Turm del Guado – früher Gefängnis, wo im 1525 der französische König Franz I. von Valois inhaftiert wurde

## Personen
- Bassiano von Lodi († 409) heiliger Patron der Stadt, am  19. Januar gefeiert
- Der Radrennfahrer Gaetano Belloni (1892–1980) wurde hier geboren